# یلنا نیکولیچ
یلنا نیکولیچ (سیریلیک صربی: Јелена Николић؛ زادهٔ ۱۳ آوریل ۱۹۸۲) بازیکن والیبال اهل صربستان است.